# Cadillac Sollei
Cadillac Sollei — кабриолет на базе Cadillac Celestiq, выпускающийся с 2024 года подразделением Cadillac компании General Motors.

## Описание
Cadillac Sollei, представленный в 2024 году, является флагманским кабриолетом Cadillac. Название Sollei произошло от слов Sol («солнце») и leisure («отдых»). Базовая модель — Cadillac Celestiq.
Кожа для декора с радужным пигментом изготовлена фирмой Nappa. Дополнительные материалы отделки салона — различные металлы, дерево и Fine Mycelium (получен из мицелия грибов). Кузов окрашен в цвет Manila Cream, в который ранее окрашивался Cadillac DeVille 1958 года выпуска.
В салоне имеются альбом с фотографиями птиц и набор для рисования (находится в кожаном чехле). Крыша изготовлена из металлизированного текстиля, а напольные коврики — из ткани букле. Сзади имеется небольшой холодильник для напитков.
Конкурентом является Rolls-Royce Droptail.

## Технические характеристики
Cadillac Sollei, базирующийся на платформе Ultium, оснащается двумя электродвигателями суммарной мощностью 608 л. с. и крутящим моментом 870 Н⋅м. Ёмкость литий-ионного аккумулятора — 111 кВт⋅ч, а запас хода — 483 км. Также имеются полноуправляемое шасси, пневматическая подвеска и адаптивные амортизаторы Magnetic Ride Control 4.0, напечатанные на 3D-принтере. Диаметр колёсных дисков — 23 дюйма.